# 바틱 케이크

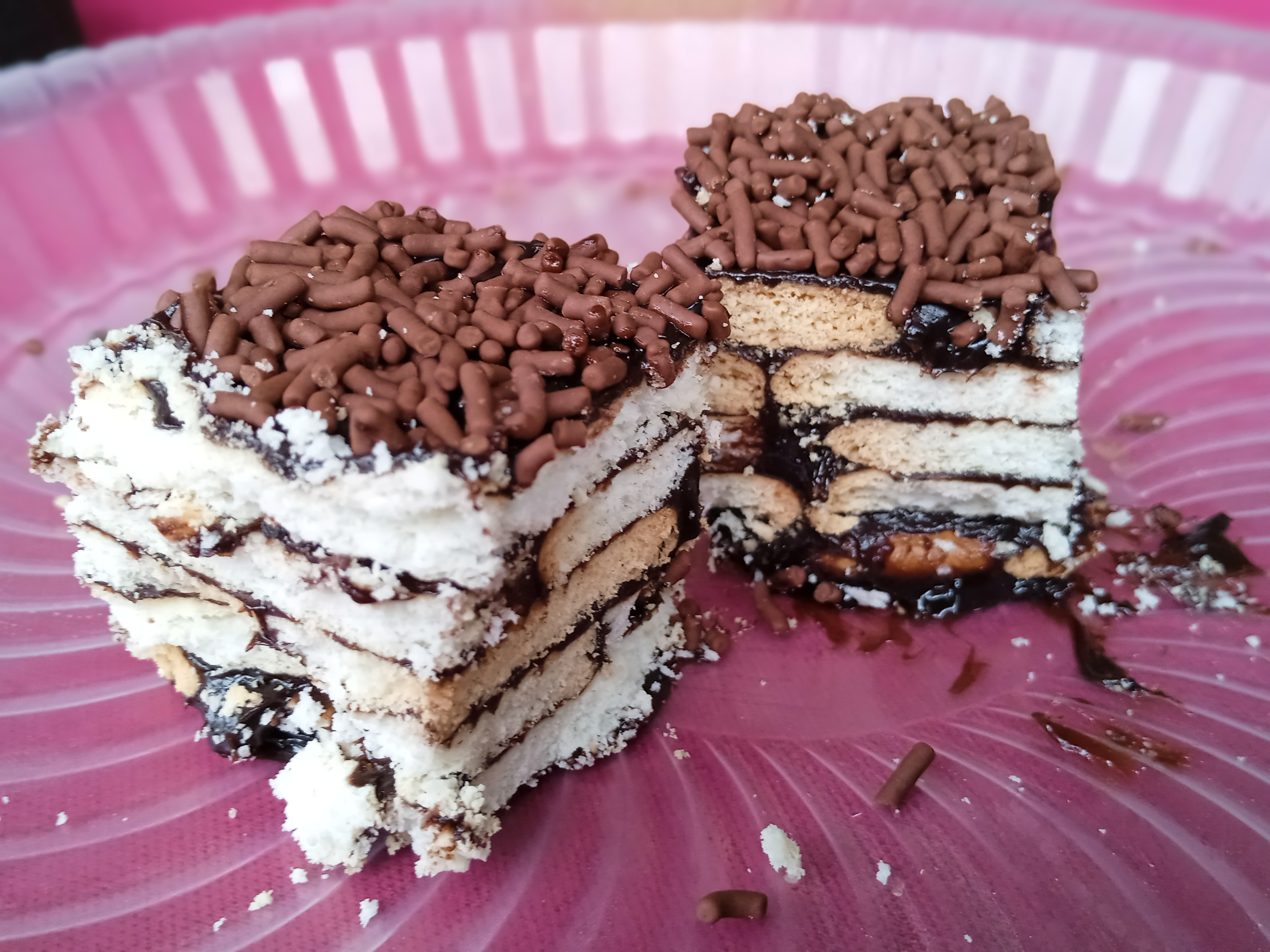
바틱 케이크

바틱 케이크(Batik cake) 또는 켁 바틱(Kek batik)은 영국령 말라야와 영국령 보르네오 시대에 말레이시아로 전해진 스코틀랜드의 티핀에서 영감을 받은 말레이시아의 무반죽 냉장 후식이다. 말레이시아의 재료로 개량된 이 케이크는 부서진 마리 비스킷을 알, 버터/마가린, 연유, 마일로 및 코코아 가루로 만든 초콜릿 소스 또는 묽은 커스터드와 섞어 만든다. 이 케이크는 이드 알피트르와 크리스마스와 같은 특별한 날에 제공된다.

## 역사
바틱 케이크는 열대 재료를 사용하지 않는 몇 안 되는 말레이시아 요리 중 하나이다. 또한 헤지호그 슬라이스와 최근의 윌리엄 왕세자의 초콜릿 비스킷 케이크와 비슷하지만, 일부 재료가 다르다. 브루나이에서는 바틱 케이크를 녹색 토핑으로 덮는다.

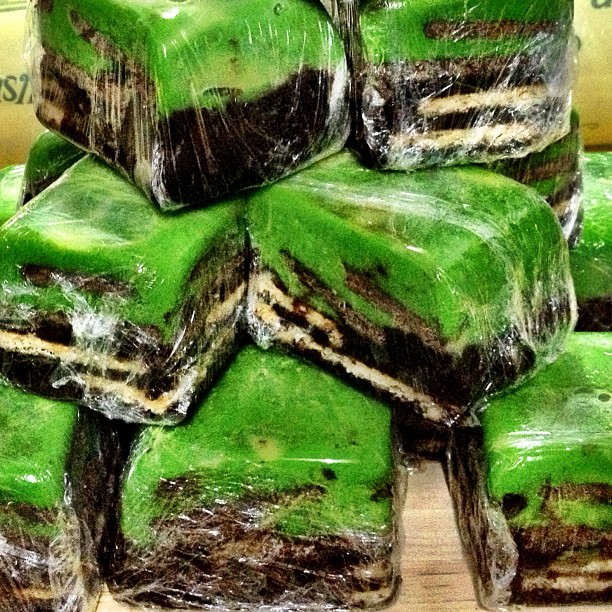
브루나이의 녹색 토핑을 얹은 다른 종류의 바틱 케이크

## 같이 보기
- 비스킷 케이크
- 팅기니스
- 초콜릿 비스킷 푸딩
- 헤지호그 슬라이스
- 키섹카게
- 칼테 슈나우제